# Колиска поета
«Колиска поета» — радянський біографічний художній фільм 1947 року, знятий режисером Костянтином Піпінашвілі на Тбіліській кіностудії.

## Сюжет
Про дитинство і юнацькі роки народного поета Грузії Акакія Церетелі. В основу фільму покладена його біографічна повість «Пережите».

## У ролях
- Омар Чітая — Акакій, 7 років
- Шота Кочорадзе — Акакій, 18 років
- Михайло Кварелашвілі — Акакій-ювіляр
- Нато Вачнадзе — годувальниця Мано
- Олександр Апхаїдзе — князь Ростом Церетелі
- Тамара Цицишвілі — княгиня Катерина I
- Медея Джапарідзе — Анна Церетелі
- Спартак Багашвілі — Важа Пшавела / Естате / вихователь
- Тенгіз Гошадзе — епізод
- Коте Даушвілі — епізод
- Олександр Джагарбеков — епізод
- Петро Должанов — Добронравов, шкільний вчитель
- Едішер Магалашвілі — Баграт
- Коте Мікаберідзе — Папуна, чоловік Мано
- Іван Перестіані — директор гімназії
- Читолія Чхеїдзе — Гуліко
- Володимир Гіоргадзе — Іліко, старший брат Акакія
- Олександр Жоржоліані — Анаподісте, вчитель
- Нодар Канделакі — Аміран
- К. Лебанідзе — Амбако, брат Акакія (7 років)
- Петро Морськой — епізод
- Лейла Абашидзе — сирітка Назіброла
- Заал Терішвілі — епізод
- Михайло Чихладзе — глядач
- Мераб Гегечкорі — гість
- Ірина Магалашвілі — епізод
- Андро Кобаладзе — студент

## Знімальна група
- Режисер — Костянтин Піпінашвілі
- Сценаристи — Ліана Асатіані, Костянтин Піпінашвілі
- Оператор — Фелікс Висоцький
- Композитор — Олексій Мачаваріані
- Художник — Давид Какабадзе